# Toui à queue d'or
Touit surdus
Espèce
Synonymes
- Touit surda

Statut de conservation UICN

 VU A2c+3c+4c;C2a(i) : Vulnérable
Statut CITES
Le Toui à queue d'or (Touit surdus) est une espèce d'oiseaux appartenant à la famille des Psittacidae.

## Description
Cette espèce est proche du Touï à dos noir mais est dépourvu de brun sur le dos et les rectrices externes sont ocre jaune au lieu de rouges. Elle mesure 16 cm.

## Habitat
Le Touï à queue d'or peuple les forêts des plateaux aux environs de 800 m d'altitude.